# سیستانا

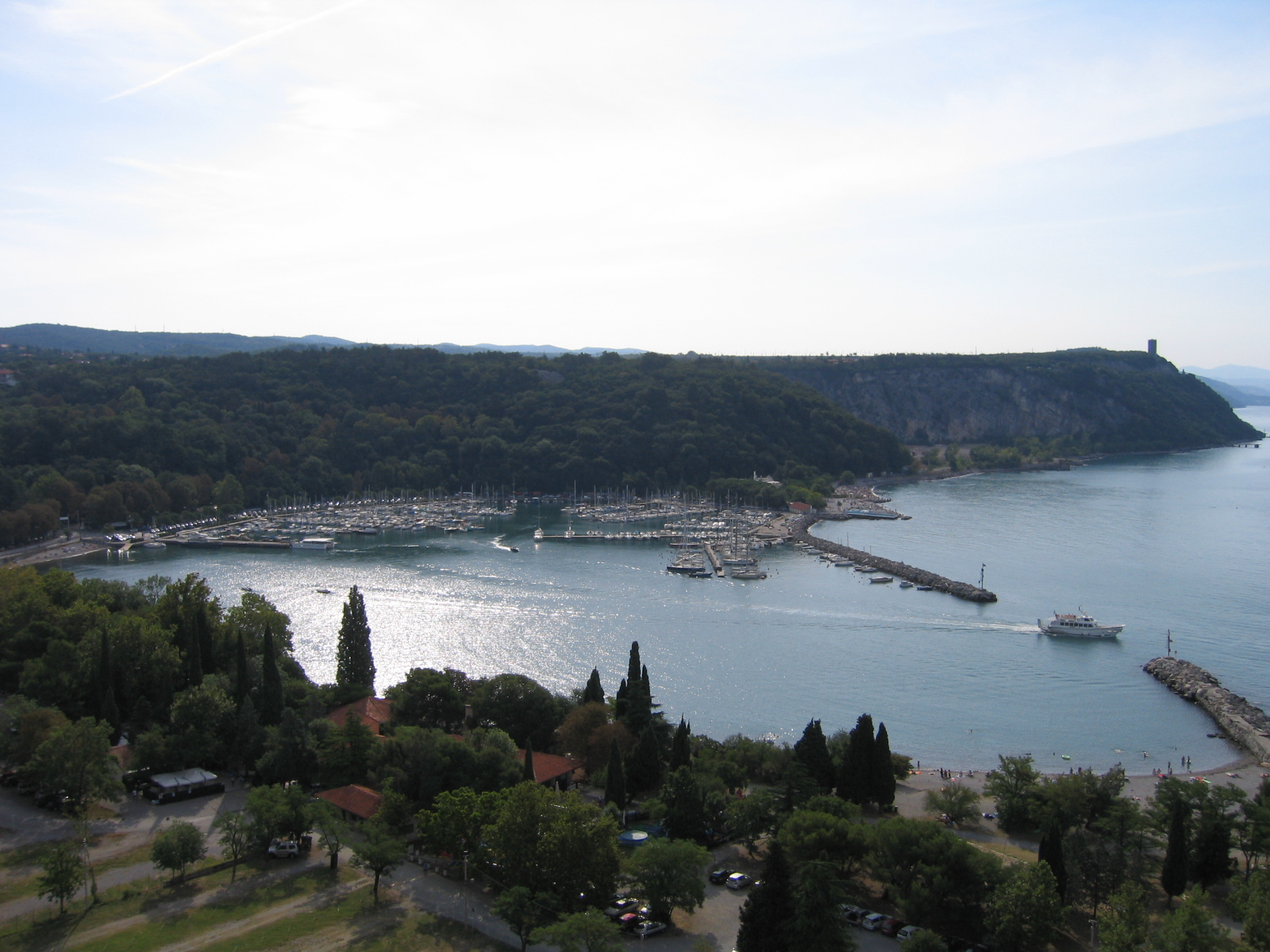
نمایی از شهرک سیستانا در نزدیکی مرز اسلوونی – ۲۰۰۶

سیستانا (به ایتالیایی: Sistiana) (به اسلونیایی: Sesljan) شهرکی توریستی میان مون‌فالکونه و تریسته و در نزدیکی مرز اسلوونی قرار دارد . 

## جاذبه‌های توریستی
- باشگاه آفتاب‌گیری پورتوپیکولو
- پلاژ بارباری
- کمپ کارست
- پلاژ کاراولا